# Slag bij Megalopolis
De Slag bij Megalopolis werd gevochten in 331 v.Chr. tussen een Spartaans leger en een Macedonisch. Alexander de Grotes regent in Macedonië Antipater leidde de Macedoniërs naar de overwinning tegen koning Agis III.

## Achtergrond
In de herfst van 333 v.Chr. had de Spartaanse koning Agis III onderhandeld met de Perzische commandanten Pharnabazus en Autophradates, ergens in de Egeïsche Zee. Hij vertelde hen over zijn plannen voor een oorlog tegen Alexander de Grote in Griekenland zelf. De Perzen kwamen overeen Agis te steunen. Ze konden hem echter slechts 30 talenten en 10 schepen missen. Agis rekruteerde ook Griekse huurlingen die de Slag bij Issos overleefd hadden (8.000 man). In de zomer van 331 v.Chr. versloeg Agis Coragus, de Macedonische generaal die de controle had over de Peloponnesos en het garnizoen in Korinthe. Agis riep de hulp in van de Peloponnesiërs en Athene, maar die stad weigerde hen te helpen.
Ondertussen was Antipater bezet in Thracië, waar er een opstand woedde. Nadat de opstand neergedrukt was, marcheerde Antipater op tegen Agis. Antipater had een groot leger onder zijn bevel, meer dan 40.000 man sterk. Antipater kreeg hulp van Alexander in de vorm van 3.000 talenten om hem te helpen in wat Arrianus de Lacedaemonische Oorlog noemt.

## De slag
De beslissende slag vond plaats bij Megalopolis in Arcadië en eindigde met een nederlaag voor de Spartanen. De linies van Antipater werden al snel doorbroken in het begin van de slag, maar hij slaagde erin toch de overwinning te behalen, enkel en alleen dankzij zijn numerieke voordeel. Er zouden 5.300 Spartanen gesneuveld zijn en 3.500 Macedoniërs, hoewel het ook mogelijk is dat er slechts 1.000 Macedoniërs sneuvelden. Als er inderdaad 5.300 Spartanen zouden gesneuveld zijn, dan zou dat betekenen dat 25% van het Spartaanse leger sneuvelde.
De gewonde koning Agis zou zijn mannen bevolen hebben om zich terug te trekken, terwijl hij op zijn eentje het Macedonische leger zou tegenhouden om hun aftocht te dekken. Diodorus schrijft dat de Spartaanse koning verschillende vijandige soldaten doodde voordat hij uiteindelijk gedood werd door een werpspeer.

## Nasleep
Na de slag deed Antipater niet mee in de vredesonderhandelingen, wat niet erg naar de zin was van Alexander. Dit zou de Peloponnesiërs de mogelijkheid laten om zelf vredesvoorstellen te maken. Ze werden daarom gedwongen ambassadeurs naar Alexander te sturen. De Tegeïers kregen vergiffenis (uitgezonderd hun leiders) en de Achaeërs en de Eleiërs moesten 120 talenten betalen aan Megalopolis als oorlogsboete.